# Lentpark
Der Lentpark ist eine kombinierte Eissport- und Schwimmhalle in Köln. Er wurde ab dem Jahr 2009 nach dem Abriss des alten Eis- und Schwimmstadions Köln an gleicher Stelle komplett neu errichtet und am 1. Oktober 2011 eröffnet. Insgesamt umfasst das Gebäude eine Bruttogeschossfläche von mehr als 12.000 Quadratmetern. Der Entwurf stammt von Architekturbüro Schulitz + Partner in Braunschweig. Wie auch die Lentstraße wurde der Lentpark nach Eduard Lent benannt.

## Eisflächen
Neben einer Eissporthalle mit 1800 m² Grundfläche, die für sportliche Aktivitäten wie Eishockey, Eiskunstlauf, teilweise für den öffentlichen Eislauf, sowie besondere Veranstaltungen vorbehalten ist, findet sich im Obergeschoss eine 260 Meter lange und 8 Meter breite Eis-Hochbahn, die durch alle Bereiche des Gebäudes führt und dadurch witterungsunabhängig von der Öffentlichkeit zum Eislaufen genutzt werden kann.
Auf der Eisfläche der Eissporthalle finden die Sledge-Eishockey Heimspiele des Kölner EK der Deutsche Sledge-Eishockey Liga statt.

## Badebereich
Im Lentpark wurde zusätzlich ein modernes Hallenbad integriert. Dieses verfügt über ein 25-Meter-Becken, ein Lehrbecken sowie einen abgetrennten Kinderbereich. Hier findet neben dem öffentlichen Badebetrieb auch Schul- und Vereinssport statt. Die Außenbadelandschaft mit einem 50-Meter-Schwimmbecken, Wasserrutsche und Kinderbecken wurde am 12. Mai 2012 eröffnet. Sie wurde als ökologische Schwimmteichanlage konzipiert. Als letzter Bauabschnitt wurde im Herbst 2012 ein Saunabereich geöffnet. Der Betreiber ist eine Tochtergesellschaft der Stadtwerke Köln mit Namen „KölnBäder GmbH“.

## Auszeichnungen
Der Lentpark wurde von der Architektenvereinigung german-architects in einem Sonderartikel „Bau der Woche“ vorgestellt. Dieses Gebäude ist die erste Eissportstätte Europas, die in das Greenbuilding-Programm der EU aufgenommen wurde.